# Кабинет министров Северной Ирландии
Кабинет министров Северной Ирландии — исполнительный орган Ассамблеи Северной Ирландии, высшего регионального законодательного органа. Кабинет министров подотчётен Ассамблее и создан на основании Закона о Северной Ирландии 1998 года. В законодательных актах кабинет именуется Исполнительным комитетом Ассамблеи. Кабинет является примером консоциального правительства.
Кабинет возглавляют Первый министр и заместитель первого министра (двоевластие). Также в него входит несколько министров. 
Члены кабинета избираются Ассамблеей. 
Кабинет министров Северной Ирландии является одним из трёх региональных правительств Великобритании, наряду с Шотландским правительством и Правительством Ассамблеи Уэльса (см. Уэльс).

## Министры
- Первый министр Северной Ирландии и заместитель[уточнить]
  - Младшие министры[англ.]
- Министр сельского хозяйства и развития села
- Министр культуры, искусства и развлечений
- Министр образования
- Министр занятости и обучения
- Министр промышленности, торговли и инвестиций
- Министр окружающей среды
- Министр финансов и персонала
- Министр здравоохранения, социального обслуживания и общественной безопасности
- Министр инфраструктуры (англ.), до 2016 года — министр регионального развития
- Министр социального развития

## Структура
В отличие от Вестминстерской системы управления, которой для функционирования достаточно поддержки большинства законодателей, министерские позиции в Кабинете министров Северной Ирландии закреплены за каждой из партий, имеющих заметное представительство в Ассамблее. Число министров от каждой партии определяется по методу Д’Ондта. В результате основные партии не могут остаться без министра, разделение власти гарантируется системой. Кабинет не сможет работать, если любая из двух партий, имеющих в Ассамблее наибольшее число мест, откажется войти в правительство, так как за ними зарезервирован пост Первого министра и заместителя первого министра. Другим партиям не обязательно участвовать в формировании правительства, вместо этого они могут перейти в оппозицию. После выборов 2007 года звучали призывы к Социал-демократической и лейбористской партии и Ольстерской юнионистской партии поступить именно так., но, в конце концов, обе партии приняли участие в формировании правительства.

## История
После каждых выборов со времени создания Ассамблеи в 1998 году Кабинет министров (или возможный Кабинет министров) состоял из представителей четырёх крупнейших североирландских партий: Демократической юнионистской партии, Шинн Фейн, Социал-демократической и лейбористской партии и Ольстерской юнионистской партии, хотя число министров от каждой партии менялось. 
Впервые Кабинет министров Северной Ирландии получил полномочия 2 декабря 1999 года, но неоднократно его деятельность приостанавливалась. Последний раз работа правительства прерывалась с 15 октября 2002 года по 8 мая 2007 года, когда Ольстерская юнионистская партия, получившая пост Первого министра, вышла из его состава в связи с расследованием североирландской полиции шпионской деятельности ИРА (в результате никто не был признан виновным). В отсутствие правительства его функции выполнял Государственный секретарь по Северной Ирландии.
В 2021 года  должность первого министра занял Пол Гиван от  Демократической юнионистской партии, а кандидат от «Шинн Фейн» Мишель О’Нил осталась замещающим первым министром.
В феврале 2022 года Гиван ушёл в отставку, в знак солидарности с партийной позицией осуждения условий выхода Великобритании из Евросоюза (Брексит), предусматривающих особый таможенный режим для Северной Ирландии и не решающих проблему фактического пограничного контроля между провинцией и остальной Великобританией; О’Нил, в соответствии с законом, тоже ушла в отставку.
В мае 2022 состоялись выборы в Ассамблею Северной Ирландии, принёсшие сенсационный результат: впервые в истории относительное большинство мест получила Шинн Фейн, и Мишель О’Нил получила право возглавить правительство. Тем не менее, передача власти не состоялась из-за бойкота политических процедур Демократической юнионистской партией — в знак несогласия с Североирландским протоколом, предусматривающим особый статус Северной Ирландии после Брексита, — та отказывается назначить замещающего первого министра региона и тем самым создала патовую ситуацию, при которой исполнительная власть региона временно не функционирует. Так продолжалось до февраля 2024 года, когда через несколько дней после возвращения ДЮП к системе распределения власти в Северной Ирландии, Мишель О’Нил официально вступила в должность первого министра Северной Ирландии, став первым политиком — ирландским националистом в этой должности.

## Исполнительный комитет
С полуночи 7 мая 2007 года управление Северной Ирландией перешло от Министерства Северной Ирландии к Кабинету министров действующей Ассамблеи. Министры были назначены Ассамблеей 8 мая.
| Департамент                                                                       |  | Министр             | Партия |
| --------------------------------------------------------------------------------- |  | ------------------- | ------ |
| Первый министр                                                                    |  | Питер Робинсон      | ДЮП    |
| Заместитель первого министра                                                      |  | Мартин Макгиннесс   | ШФ     |
| Департамент промышленности, торговли и инвестиций                                 |  | Арлен Фостер        | ДЮП    |
| Департамент финансов и персонала                                                  |  | Сэмми Уилсон        | ДЮП    |
| Департамент регионального развития                                                |  | Конор Мёрфи         | ШФ     |
| Департамент образования                                                           |  | Кайтриона Руэйн     | ШФ     |
| Департамент занятости и обучения                                                  |  | Рег Эмпи            | ОЮП    |
| Департамент окружающей среды                                                      |  | Эдвин Путс          | ДЮП    |
| Департамент культуры, искусства и развлечений                                     |  | Нельсон Мак-Косленд | ДЮП    |
| Департамент здравоохранения, социального обслуживания и общественной безопасности |  | Майкл Мак-Джимпси   | ОЮП    |
| Департамент сельского хозяйства и развития села                                   |  | Мишель Джилдернью   | ШФ     |
| Департамент социального развития                                                  |  | Маргарет Ритчи      | СДЛП   |

Два младших министра из администрации Первого министра и заместителя первого министра также присутствуют на заседаниях кабинета. Посты младших министров зарезервированы за партиями Первого министра и заместителя первого министра.
| Администрация первого министра и заместителя первого министра |  | Министр      | Партия |
| ------------------------------------------------------------- |  | ------------ | ------ |
| Младший министр                                               |  | Робин Ньютон | ДЮП    |
| Младший министр                                               |  | Джерри Келли | ШФ     |